# Malinois

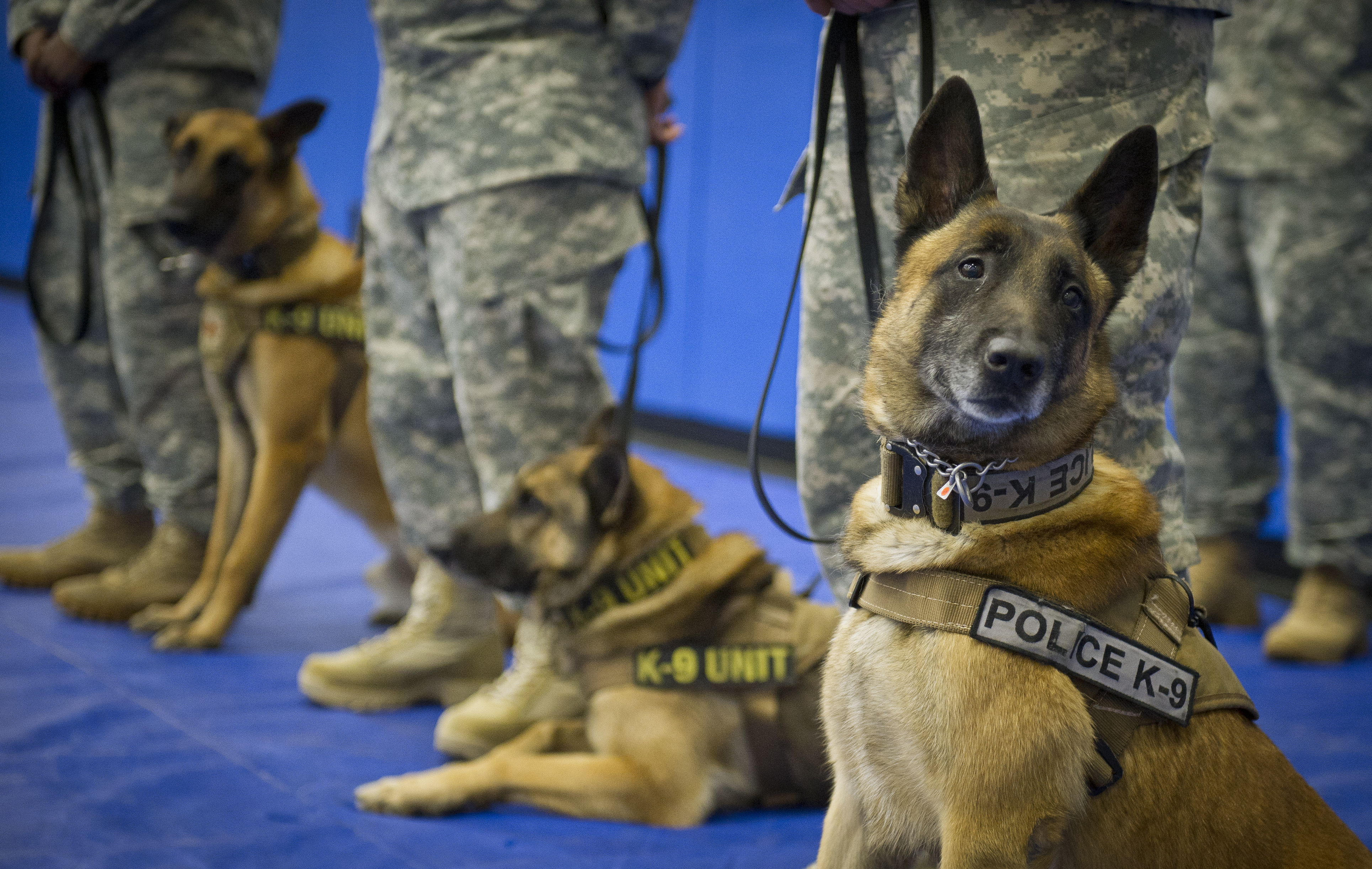
Ausbildung bei der Polizei

Der Malinois (Aussprache [ˌmaliˈnwɑ], nach dem französischen Namen Malines der flämischen Stadt Mechelen), flämisch Mechelaar, ist eine Varietät des Belgischen Schäferhundes, einer anerkannten belgischen Hunderasse (FCI-Gruppe 1, Sektion 1, Standard Nr. 15).

## Geschichte
Ein Hund dieses Typs trat das erste Mal um das Jahr 1899 auf. Namensgebend ist die Stadt Mechelen, französisch Malines, im flämischen Sprachgebiet Belgiens. Schon sehr bald übertrafen die Malinois als Arbeitshunde alle anderen Varianten des Belgischen Schäferhundes.

## Erscheinungsbild
Der Malinois (auch Mechelaar, in der Umgangssprache vieler Hundezüchter Mali oder Malli) ist die kurzhaarige Variante des Belgischen Schäferhundes.
Der Malinois ist ein Hund „ohne Übertreibungen“, das heißt: Sein Exterieur ist einfach, zweckorientiert und gebrauchsfähig. Er unterscheidet sich von den anderen Varietäten des Belgischen Schäferhundes nur durch seine Fellfarbe und -beschaffenheit. Alle anderen äußeren Merkmale sollen bei allen Belgischen Schäferhunden gleich sein.
In der Regel ist der Malinois falbfarben mit schwarzer Maske und schwarzer Wolkung (Charbonnage). In der Realität variiert das Erscheinungsbild von sehr hellem, sandfarbenem Fell über rotbraun bis zu dunkelbraungrau. Fehlende Unterwolle wird als Fehler in Bezug zum Rassestandard gewertet.

## Wesen
Ursprünglich als Hüte- und Treibhund gezüchtet, hat sich der Malinois schnell als Dienst- und Sporthund etabliert. Besonders in seinen Ursprungsländern Belgien, Niederlande und Frankreich wurde er schon immer auf seine „inneren“ Eigenschaften selektiert, die äußere Erscheinung war zweitrangig. Er ist etwa so groß wie der Deutsche Schäferhund, aber weniger massig, dadurch schneller und wendiger. Er ist sehr lern- und arbeitsfreudig, was hohe Anforderungen an die jeweiligen Hundeführer bei seiner Ausbildung stellt. Charakterlich findet man Hunde innerhalb einer weiten Skala von „sehr ängstlich und scheu“ über „gut sozialisiert und menschenfreundlich“ bis zu „aggressiv und mit Vorsicht zu behandeln“. Im Rassestandard sind ängstliche und aggressive Hunde jedoch als nicht dem Standard entsprechend beschrieben (ausschließender Fehler).

## Unterstützung des Menschen

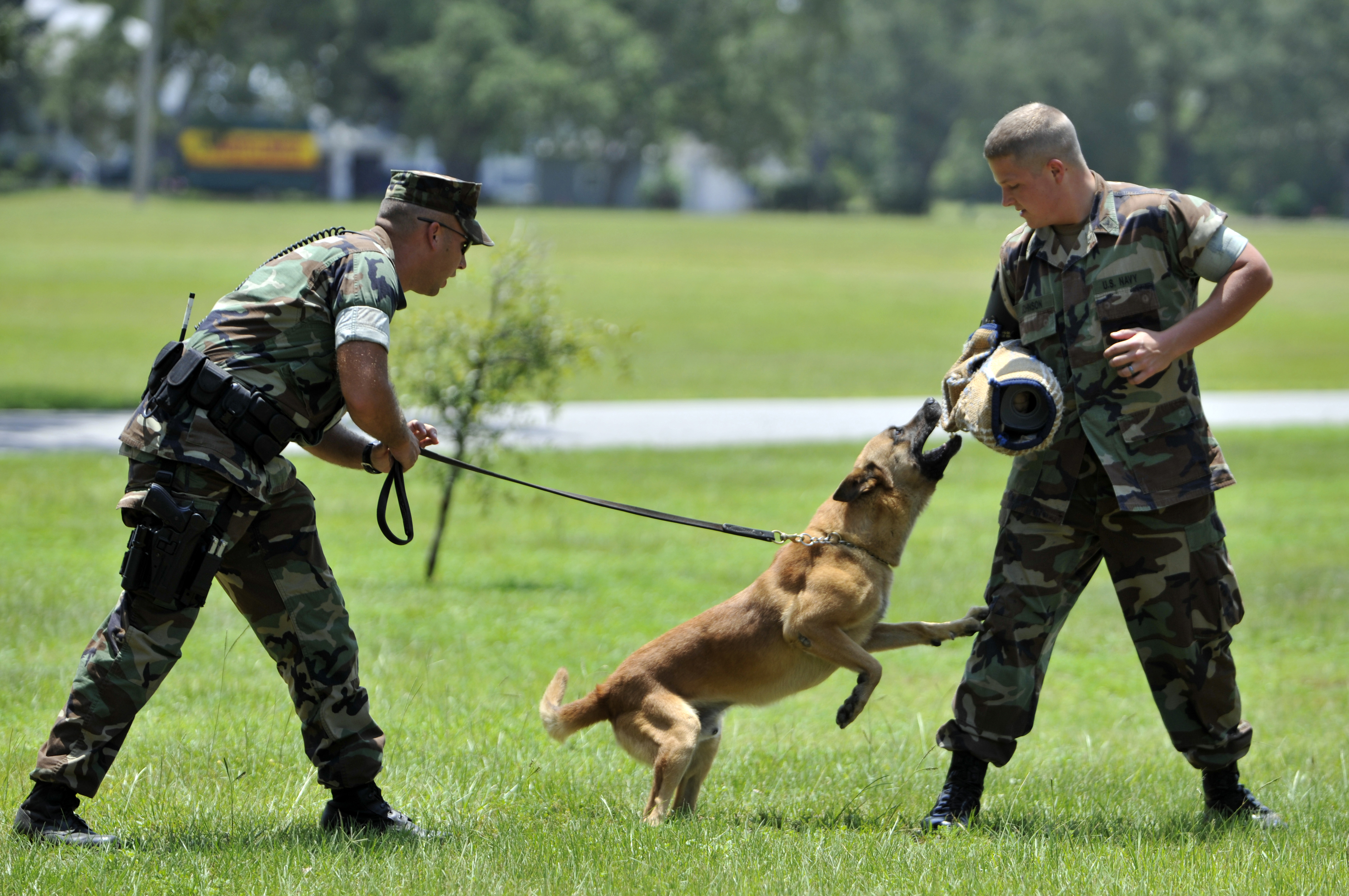
Ein Malinois als Diensthund beim Schutzhundtraining in der United States Navy

Der Malinois ist als anspruchsvoller Haushund genau so geeignet wie als Sporthund, Begleithund sowie als Diensthund taktischer Einheiten (K9), als der er derzeit sehr verbreitet ist. Daneben gibt es Ausbildungsmöglichkeiten zum Schutz-, Fährten- und Stöberhund (Stöbern nach Personen und Gegenständen) sowie eine Zusatzausbildung (Dualverwendung) als Drogenspürhund, Brandermittlungs-, Sprengmittel-, Datenträger-, Leichen- und Blutspür- sowie als Lawinen- und Verschüttetensuchhund.